# Covington (Cambridgeshire)
Covington è un villaggio e parrocchia civile dell'Inghilterra, appartenente alla contea del Cambridgeshire.